# Anastasiya Svechnikova
Anastasiya Svechnikova (ur. 20 września 1992 w Taszkencie) – uzbecka lekkoatletka specjalizująca się w rzucie oszczepem.
W 2007 była dwunasta na mistrzostwach świata juniorów młodszych, a w kolejnym sezonie po zdobyciu wicemistrzostwa Azji juniorek uplasowała się na dziewiątym miejscu juniorskich mistrzostw globu. Uczestniczka igrzysk olimpijskich w Pekinie (2008) gdzie odpadła w eliminacjach  – Uzbeczka była najmłodszą lekkoatletką na tych igrzyskach. W 2009 wywalczyła złoty medal mistrzostw świata juniorów młodszych, a w 2010 została mistrzynią Azji juniorek. Złota medalistka mistrzostw Uzbekistanu oraz reprezentantka kraju. 
Rekord życiowy: 61,17 (24 kwietnia 2012, Taszkent) – wynik ten jest rekordem Uzbekistanu.

## Osiągnięcia
| Rok  | Impreza                               | Miejsce    | Lokata            | Wynik |
| ---- | ------------------------------------- | ---------- | ----------------- | ----- |
| 2007 | Mistrzostwa świata juniorów młodszych | Ostrawa    | 12. miejsce       | 44,67 |
| 2008 | Mistrzostwa Azji juniorów             | Dżakarta   | 2. miejsce        | 51,58 |
| 2008 | Mistrzostwa świata juniorów           | Bydgoszcz  | 9. miejsce        | 51,15 |
| 2008 | Igrzyska olimpijskie                  | Pekin      | el. – 36. miejsce | 55,31 |
| 2009 | Mistrzostwa świata juniorów młodszych | Bressanone | 1. miejsce        | 53,25 |
| 2010 | Mistrzostwa Azji juniorów             | Hanoi      | 1. miejsce        | 54,32 |
| 2010 | Igrzyska azjatyckie                   | Kanton     | 5. miejsce        | 55,96 |
| 2011 | Mistrzostwa Azji                      | Kobe       | 9. miejsce        | 45,26 |
| 2012 | Igrzyska olimpijskie                  | Londyn     | el. – 35. miejsce | 51,27 |
| 2015 | Mistrzostwa Azji                      | Wuhan      | 6. miejsce        | 50,92 |
| 2015 | Uniwersjada                           | Gwangju    | el. – 17. miejsce | 50,47 |